# Ángeles Fabbri
María de los Ángeles Fabbri Crespo (La Paz, 1957) es una pintora boliviana de ascendencia judía e italiana. Su especialidad es el óleo sobre tela.

## Biografía
Fabbri nació en la ciudad de La Paz y obtuvo el bachillerato en humanidades en el Colegio Sagados Corazones, ubicado en el centro de la ciudad.

### Formación
Fabbri estudió Artes en la Universidad Mayor de San Andrés, egresando como Licenciada en 1982, prosiguió sus estudios en la Universidad de Chile y el Instituto de arte Contemporáneo entre 1983 y 1984, posteriormente en la Staatliche Kunst Akademie Dusseldorf Hockschule Für Bildende Küste donde tuvo como profesor al maestro Norbert Tadeusz.

## Obra
Fabbri ha realizado numerosas exposiciones en Bolivia y en otros países a partir de 1982. También ha participado                                                                                                                                                                                                                                                                                                                                                                                                                                                                                                                                                                                                                                                                                                                                                                                                                                                                                                                                                                                                                                                                                                                                                                                                                                                                                                                                                                                                                                                                                                                                                                                                                                                                                                                                                                                                                                                                                                                                                                                                                                                                                                                                                                                                                                                                                                                                            en la II Bienal de La Habana  en 1986 y en la Bienal  de Venecia de Italia en 1991. Ha realizado numerosas exposiciones individuales, entre ellas:
- 1983 Galería de Arte América, La Paz, Bolivia
- 1985 Galería de Ar te EMUSA, La Paz, Bolivia
- 1986 Galería de Arte EMUSA, La Paz, Bolivia. Casa de la Cultura, Santa Cruz, Bolivia
- 1990 Subasta, Galería de Arte EMUSA, La Paz, Bolivia
- 1992 Saliendo por la puerta de entrada, Galería de Arte EMUSA, La Paz, Bolivia
- 1997 Galería de Arte esART, La Paz, Bolivia
- 1998 Centro Simón 1. Patiño, Cochabamba, Bolivia
- 1999 Olor a Tinta, Espacio de Arte NOTA, La Paz, Bolivia
- 2000 Fabbri, Alternativa Centro de Arte, La Paz, Bolivia

## Premios y distinciones
- Primer Premio Concurso Mutual La Paz con la obra ‘Illimani’ , 1991
- Primera Mención del Salón Murillo con su obra ‘Unduavi’, 1991
- Primera Mención del Salón Murillo con su obra ‘La Paz’ , 1992
- Primera Mención en el concurso Pintura Joven de Bolivia de la Sala de Arte Mondoa, de Madrid